# Dvaita
Dvaita ( द्वैत en devanāgarī) est un terme sanskrit de l'hindouisme qui signifie dualisme, dualité. C'est une des écoles de la philosophie indienne Vedānta qui défend la théorie que le Brahman (l'Absolu) est séparé de l'âme humaine. Cette doctrine a été prêchée par Madhva ou Madhvācārya (1238-1317), philosophe opposé à Śaṅkara (philosophe de l'Advaita Vedānta, non-dualisme) ; il enseignait au maṭha (monastère hindou) d'Uḍupi, au Karnataka. Il fonda la doctrine dvaita (dualisme), basée sur la bhakti (dévotion) à Viṣṇu ; ses disciples le disent incarnation d'Hanumān.

## La philosophie Dvaita Vedānta
Comme Ramanuja, de l'école Vishishtadvaita, Madhva (1199-1278) identifie le Brahman à Vishnou, vishnouisme qui comprend leBrahman comme étant personnel et doté d'attributs : mais sa vision de la réalité est purement duelle (Ramanuja est le philosophe du non-dualisme qualifié) et s'appelle donc le Dvaita (duel) Vedānta. Il ne doit pas être confondu avec les systèmes philosophiques occidentaux dualistes, qui posent deux principes « indépendants » ; bien que le dualisme de Madhva fonctionne selon des paires, il considère que l'un d'entre eux (le sensible, l'âme des créatures ou jiva) est tenu rigoureusement et éternellement dépendant d'un autre, Brahman ou Vishnou.
Selon Madhva, il y a cinq types de séparation fondamentale, éternelle et réelle :
1. Entre l'âme individuelle des créatures (jivatman) et Brahman, Ishvara ou Vishnou ;
2. Entre la matière (l'élément sans âme, inanimé, dénué de vie, sans sensibilité ou conscience) et le Brahman ;
3. Entre les différentes âmes (jivatma) des créatures ;
4. Entre les âmes (jiva) et la matière ;
5. Entre les différentes parties de la matière.

Ainsi, l'univers est nommé par Madhva « prapancha » (de pancha, « cinq ») pour cette raison.
Par Brahman, l'« Absolu », Madhva se réfère toujours au dieu Vishnou, comme étant « brahmashabdash cha vishnav eva », "le Brahman ne peut se référer qu'à Vishnou". Madhva considère que Vishnou n'est pas une divinité parmi d'autres, mais bien plutôt Ishvara, l'Être Suprême, singulièrement de la plus haute importance. Avec Madhva, Vishnou est toujours le principal objet de la vénération, avec d'autres divinités mais considérées comme toujours subalternes à Vishnou, Dieu des dieux (hénothéisme). Les déités et autres êtres sensibles sont gradués entre eux, avec Vayu, dieu de vie (et du vent, atma/âme signifiant « souffle »), en plus haute position, et Vishnou, éternellement au-dessus de tous.
Madhva s'écarte des croyances traditionnelles hindoues, par suite de son concept de damnation éternelle. Par exemple, il divise les âmes en trois classes. D'abord il y a une classe d'âmes qualifiée pour la libération (Mukti-yogyas), une autre sujette à la réincarnation éternelle et transmigration sans début ni fin (Nitya-samsarins), et enfin une troisième classe d'âmes allant naturellement et positivement dans le mal et se vautrant dans le péché (Tamo-yogyas), démons à forme humaine qui vont à la perdition, et dont le Tamyo-Yogyas, qui est positivement le mal par la nature, continue à dégénérer de plus en plus par l'indulgence envers les mauvaises actions (karma), jusqu'à ce que la charge accumulée de péchés finalement mène l'âme condamnée à l'enfer (naraka), mais enfer sans fin, enfer immortel ou andhatamas .
Aucun autre philosophe hindou ou école de l'hindouisme ne cautionnent de telles croyances. Au contraire, la plupart des hindous croient en salut universel : toutes les âmes obtiennent finalement la libération du cycle des réincarnations, ou moksha, même si cela advient après des millions ou milliards de renaissances. Néanmoins, on remarquera que la sadhvi Karni Mata se réincarnerait indéfiniment en rat blanc, et Jambheshwar Bhagavan, maître des Bishnoïs, en antilope, leur âme se classifiant ainsi en Nitya-samsarins, ou en Mukti-yogyas pour ceux qui considèrent qu'ils ont bien rejoints le Nirvāna, l' extinction des transmigrations). De même, dans ses chants, Toukaram fait mention du souhait pieux de se réincarner indéfiniment sous forme humaine, animale, végétale, afin de rester un dévot, un bhakta de Vitthal (forme de Krishna bouvier). La philosophie de Madhva est donc une des sources des croyances des effervescences dévotionnelles les plus absolues, nées de la Bhakti Yoga.
Vyasatirtha (un des disciples éminents de Madhva) dit avoir succinctement capturé les principes de base (neuf prameyas) du système philosophique de Madhva, dans un vigoureux prameya sloka (vers) - « SrimanMadhvamate Harih paratarah… », c'est-à-dire « dans la doctrine de Shri Madhva, Shri Hari est suprême » .

## Tharathamya ou hiérarchie des divinités
Vishnou est vu comme le Seigneur suprême, et Lakshmi, Son épouse éternelle. Brahmâ et Vayu occupe le même niveau inférieur à Vishnou, ainsi que leur épouse, Sarasvati et Bharati. Garuda-Shesha-Shiva, Indra-Kâmadéva, Surya-Chandra, Varuna, Agni, Ganesh-Kubera et d'autres divinités forment les autres niveaux inférieurs de la hiérarchie.
Madhva considère que la vie dans le monde peut être divisée en deux groupes, kshara et akshara. Kshara  est un terme qui se réfère à la vie avec des corps destructibles, tandis qu'akshara se réfère aux corps indestructibles. La Déesse Lakshmi est akshara, tandis que d'autres comme Brahmâ et des divinités plus basses sont kshara, ou jiva (âme incarnée). Ne possédant aucun corps, Vishnou est hors de cette classification.

## Impact du mouvement Dvaita
La doctrine de Madhva influença Nimbarka, Vallabha et Chaitanya Mahaprabhu, et de manière générale toute la bhakti vaishnava. Dans un tel système, le dieu Shiva est adoré comme un dieu subalterne (deva) par les disciples du Dvaita. Quoique ceci puisse paraître intolérant, la cause est due à la croyance hénothéiste-monothéiste forte d'un Dieu non-impersonnel chez les dvaita, à la différence de l'Advaita Vedanta, ce dernier considérant que l'identité – les attributs – du Brahman n'importe pas, puisque le Brahman est Nirguna, sans forme, (n'importe quelle divinité peut représenter le Brahman), alors que chez Madhva il est sans forme matérielle.
Historiquement, les philosophes dvaita ont été impliqués dans des débats vigoureux à l'encontre d'autres écoles philosophiques, surtout advaita ; tandis que les advaita prêchent l'idée que l' atman (âme individuelle des créatures) et Brahman (âme universelle) sont identiques et que la Libération du cycle des réincarnations correspond à la réalisation de cette réalité métaphysique, qui n'est pas une évidence pour l' atman tant qu'elle ne découvre pas l'illusion originelle (maya), Madhvacharya avance que le Brahman (identifié à Vishnou et à nul autre) et l' atman des créatures sont éternellement différents, avec Dieu toujours supérieur.
Madhvacharya renforça les points de sa doctrine, en ces termes (citation et sa traduction non référencées) :

« Yadi nama paro na bhavet Shri Hari, katham asya vashet jagad etad abhut. Yadi nama na tasya vashe sakalam, katham eva tu nityasukham na bhavet. »

« Si vous estimez qu'il n'y a aucun Dieu (personnel : Hari), comment expliquez-vous le fait que vous ne pouvez pas vous libérer des limitations imposées sur Terre ? Si vous estimez que vous êtes Celui qui contrôle tout (comme l'advaita prêchant que l'âme individuelle et Dieu sont identiques), alors comment se fait-il que vous ne jouissez pas du bonheur sans cesse, mais êtes en revanche aussi soumis aux larmes et à la peine (en considérant que Dieu est une éternité de bonheur) ? »